# Днепровский район (Запорожье)

Районы города: 1. Александровский 2. Заводский 3. Коммунарский 4. Днепровский 5. Вознесеновский 6. Хортицкий 7. Шевченковский

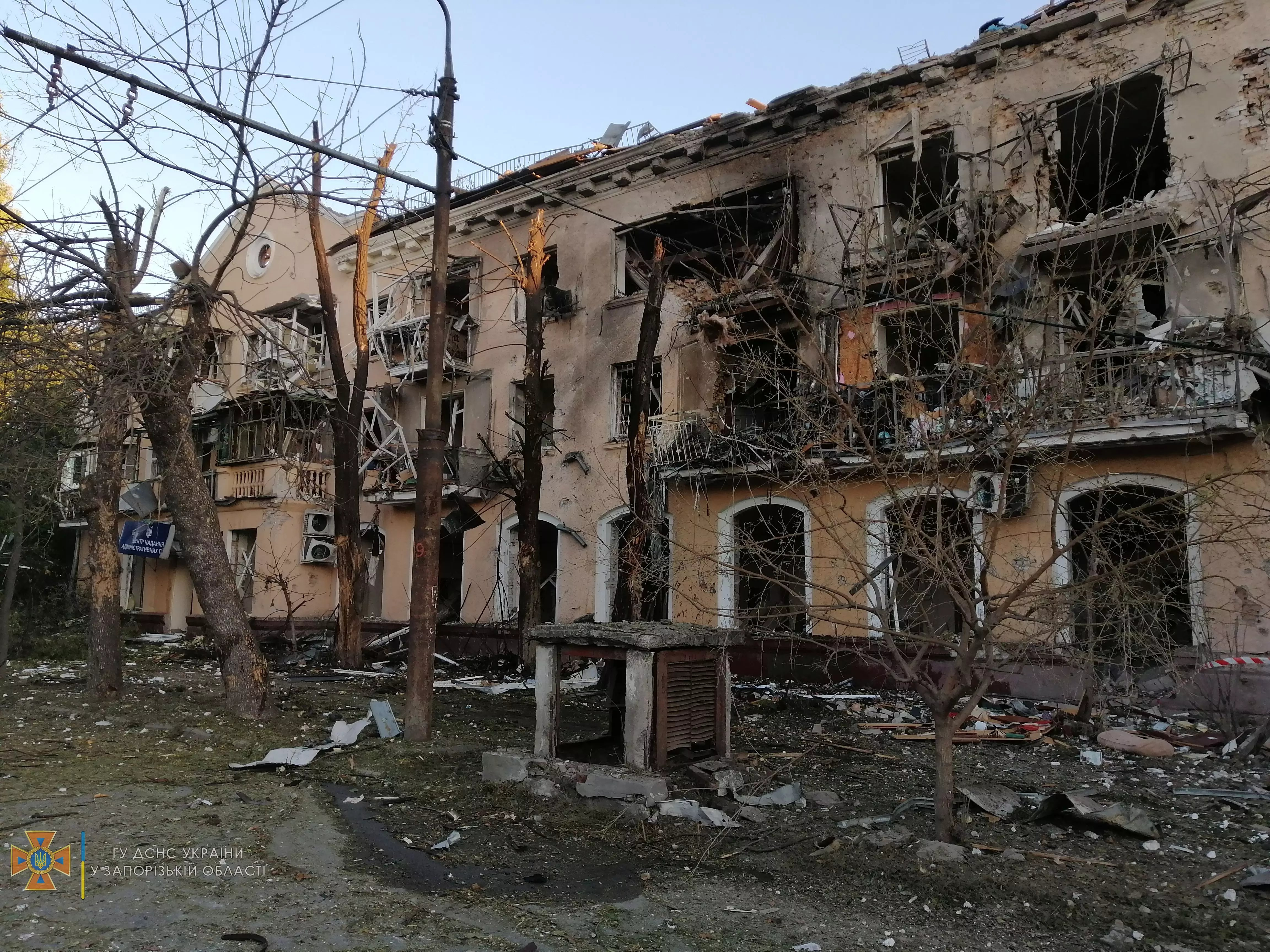
Жилой дом с Центром предоставления административных услуг (улица Кияшко, 22) после российского обстрела в ночь на 24 сентября 2022; один человек погиб, восемь ранены

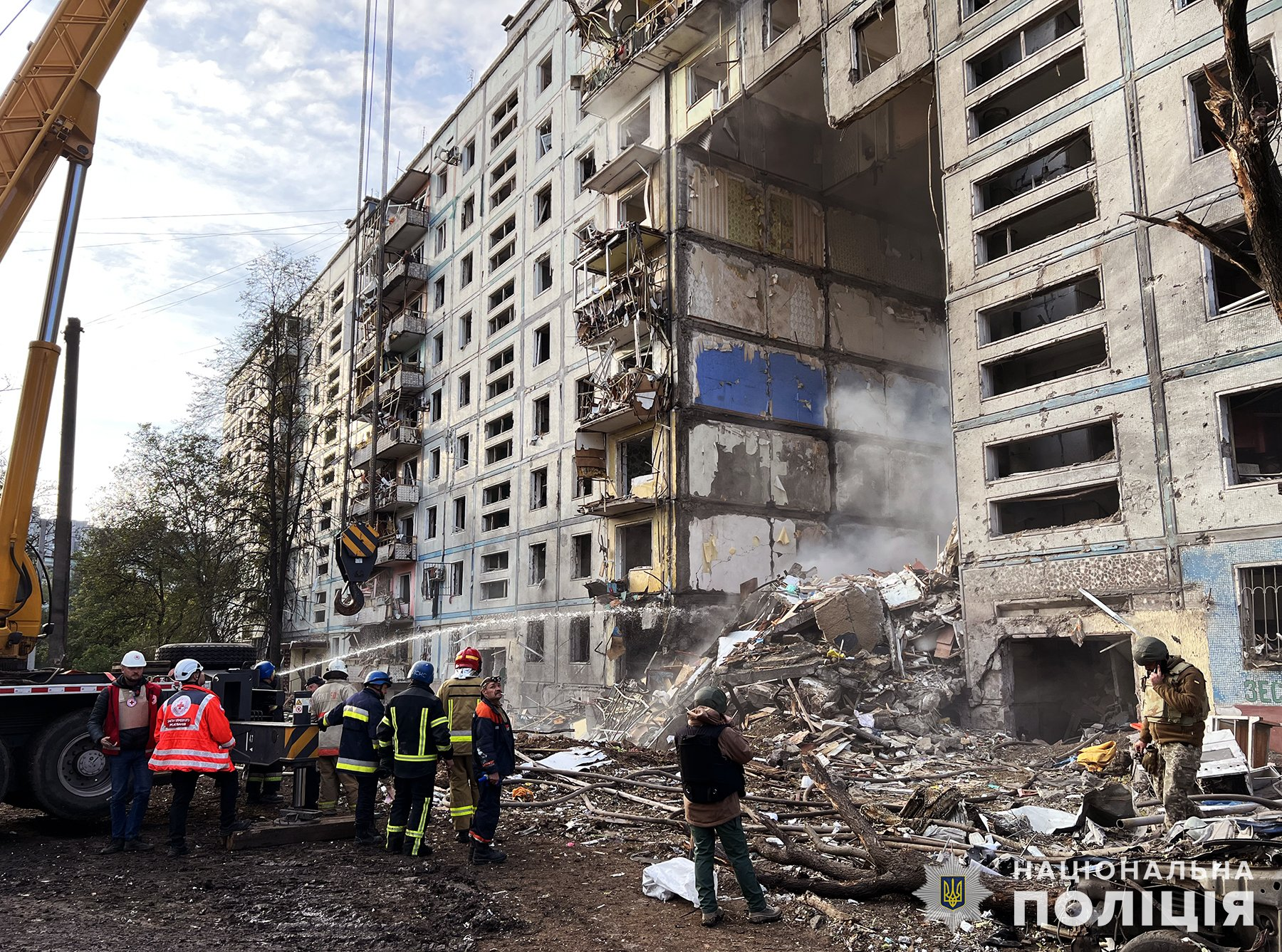
9-этажный жилой дом по адресу Зестафонская улица, 8, после массированного российского ракетного обстрела города в ночь на 9 октября 2022 года

Днепровский район (укр. Дніпровський район, до 2016 — Ленинский) — один из районов города Запорожье, расположенный на обоих берегах Днепра. Площадь района составляет 49,67 км².

## История
Район был создан 16 марта 1928 года. 9 мая 1936 начал свою деятельность Ленинский райком КП(б)У и район был назван Ленинским. В 1995 году из южной правобережной части Ленинского района был выделен новый Хортицкий район. Название «Днепровский» район получил 19 февраля 2016 года.

## Население
Население района — 138,8 тыс. человек (по состоянию на 1.5.2012).

### Языковой состав
Родной язык населения по данным переписи 2001 года:
| Язык       | Численность, чел. | Доля     |
| ---------- | ----------------- | -------- |
| Украинский | 67 995            | 44,95 %  |
| Русский    | 81 235            | 53,71 %  |
| Другое     | 2 030             | 1,34 %   |
| Итого      | 151 260           | 100,00 % |

## Границы района
Расположен на обоих берегах реки Днепр. Граница с Заводским районом проходит по Днепровскому водохранилищу.
С Вознесеновским районом города граница проходит по железнодорожному пути в направлении на Никополь, части Восьмого посёлка, по Алюминиевой улице и затем вновь по железнодорожному пути вдоль ул. Сергея Тюленина до середины Преображенского моста через Новый Днепр. Здесь граница между районами поворачивает на север и по реке огибает остров Хортица до места впадения речки Канцеровка в Старый Днепр, где начинается граница с Хортицким районом, идущая на северо-запад к Хортицкому шоссе.
Территория района объединила несколько исторически сложившихся в разное время поселений — Великий Луг, Верхняя Хортица, Правый берег, Бородинский и Осипенковский жилые микрорайоны, Соцгород.

## Гидрография
В правобережной части района протекают несколько небольших речек, впадающих в Днепр: Хуторская, Березноватая, Верхняя Хортица, Кайдацкий ручей, Хортичанка, Канцеровка, Волчий ручей, Сухая.

## Судостроение

### Верфь адмирала де Рибаса
В 1796 году адмирал де Рибас с позволения Екатерины II (по докладу Зубова 22 июля 1796 г.), вместе с графом Войновичем, основал в колонии Эйнлаге-Кичкас в 1796 году «Екатеринославскую Днепровскую» верфь. Она назначена была для постройки каботажных судов, особенно тех транспортов, которыми возили крымскую соль в магазины, учрежденные в 1795 г. в Одессе и Овидиополе. Верфь существовала всего один год, так как император Павел, признав её «по расположению своему не весьма удобною и в рассуждение того края (Новороссии) излишнею», указом 20 Июля 1797 года повелел её уничтожить" 

### Царская пристань
Напротив Наумовой балки, на правом берегу находилась Царская пристань. Здесь в 1787 г. императрица Екатерина II останавливалась со всей флотилией, состоявшей из 80 галер. Екатерину II сопровождал император Священной Римской империи Иосиф II, польский король Станислав Понятовский, французский посланник граф Сегюр, английский посланник Фриц-Герберт и князь Потёмкин. Екатерину II и её гостей обслуживали 300 слуг. Ночевала Екатерина в Верхней Хортице в доме местного титулярного советника Черткова. Позже, в 1790 году, к Царской пристани сплавляли лес, предназначенный казной для менонитских колоний.

## Менонитские колонии

Меннонитам — жертвам бедствий, сталинского террора и религиозных преследований.

В 1928 году при создании района в него были включены разные поселения, некоторые из которых возникли на правом берегу реки Днепр ещё в XVIII веке — менонитские колонии Хортица, Розенталь, Эйнлаге-Кичкас, и расположенный на левом берегу новый жилой район Соцгород, построенный в 1927—1932 годах во время индустриализации Советского Союза при строительстве ДнепроГЭС и рядом промышленного комплекса (см. статью История Запорожья).
«Колония (Эйнлаге) Кичкас одна из обширнейших, многолюднейших и цветущих немецких колоний, которая тянется в одну линию параллельно Днепру, имея с обеих сторон широкой улицы, чистенькие, светлые, высокие домики и прекраснейшие зеленые сады. Всех хозяев в Кичкасе — тридцать шесть»

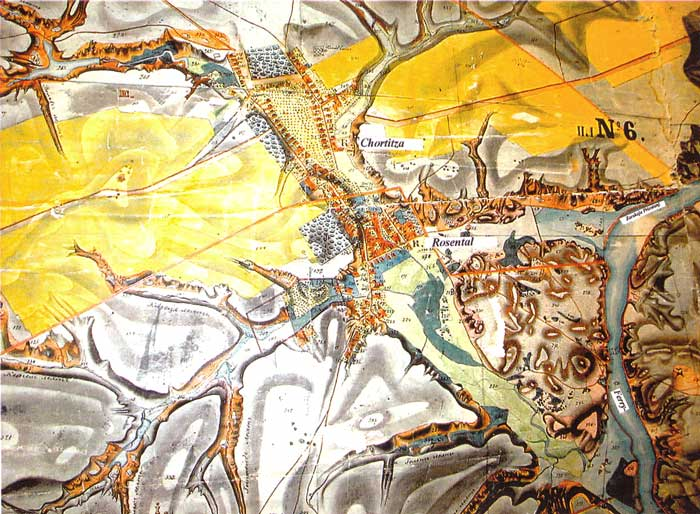
Колонии Розенталь, Хортица и урочище Вырва (1867)

## ДнепроГЭС
Плотина и машинный залы станции (ДнепроГЭС-1, ДнепроГЭС-2) находятся на территории района. На месте машинного зала ДнепроГЭС-1 находилась и взорванная при строительстве скала Любви, тогда же был сильно изменён ландшафт Сагайдачного урочища и Дурной скалы, до этого Сагайдачное урочище было любимым местом отдыха горожан.

## Соцгород
Соцгород находится рядом с плотиной ДнепроГЭСа на левом берегу Днепра между Сагайдачным урочищем и бывшей деревней Павло-Кичкас. Среди значимых объектов Соцгорода: Запорожская областная филармония, Запорожская государственная инженерная академия, стадион «Славутич-Арена» (до 2006 года — стадион «Металлург»), речной порт, парк, Запорожская площадь, на которой был памятник Ленину.

## Достопримечательности
В Днепровском районе находится гордость советской индустриализации ДнепроГЭС.
Основная природная достопримечательность — Запорожский дуб. Этот дуб описан Новицким Я. П. в книге «С БЕРЕГОВ ДНЕПРА (Очерки Запорожья)»:
Широкая долина р. Верхней Хортицы, в особенности правая сторона, по воспоминаниям старожилов также представляла сплошной лес до устья. Здесь и в настоящее время во дворе меннонита Арона Гардера красуется вековой дуб, имеющий в окружности 6 арш. и 5 вершков, причём дуб этот под сенью своею прикрывает и домик меннонита, и часть двора, и огород, занимая площадь 120 кв. саж. Это тот самый «старый» дуб у которого впервые поселились в 1789 г., и по замечаниям старцев, он мог бы поведать нам свою историю не менее, как за двести лет. 

## Микрорайоны
- Бородинский
- Осипенковский
- Рабочий посёлок
- Верхняя Хортица
- Крестьянский посёлок
- Мельничный посёлок
- Великий Луг

## Политика
Район отнесён к 75 избирательному округу. На внеочередных выборах в Верховную Раду Украины 2014 года депутатом от округа стал лидер запорожского майдана Игорь Артюшенко, который был выдвинут блоком Петра Порошенко.

## Транспорт

### Общественный транспорт
Перевозку жителей между правобережной и левобережной частями района осуществляют троллейбусы № 3, 8, 11, 17 и автобусы № 21, 45, 46, 61, 63, 65, 67, 72, 75, 76, 81, 82, 84, 88, 93.
Автобусы № 10, 15, 36, 38, 45, 49, 55, 56, 58, 66, 87, 92, 95 и др. курсируют между Днепровским и Хортицким районами.
В левобережной части района до начала 2000-х годов существовала трамвайная линия, которая была ликвидирована в 2004 году, во время реконструкции проспекта Ленина. На линии были остановки «проспект Металлургов», «Концертный зал им. Глинки», «площадь Ленина», «Порт им. Ленина», и она являлась частью маршрутов № 1, 2, 4 и 7.

### Железнодорожный транспорт
В правобережной части находятся две железнодорожные станции — Днепрострой I и Хортица. Ранее выше современной плотины Днепрогэса находился двухъярусный одноарочный металлический Кичкасский мост (демонтирован в 1931 году).

## Галерея

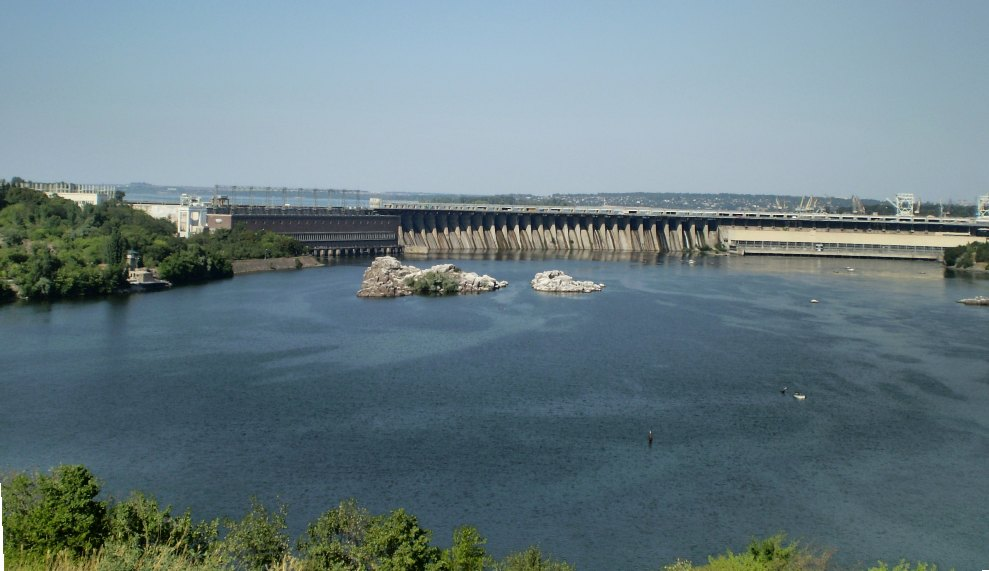
ДнепроГЭС (вид с острова Хортица)
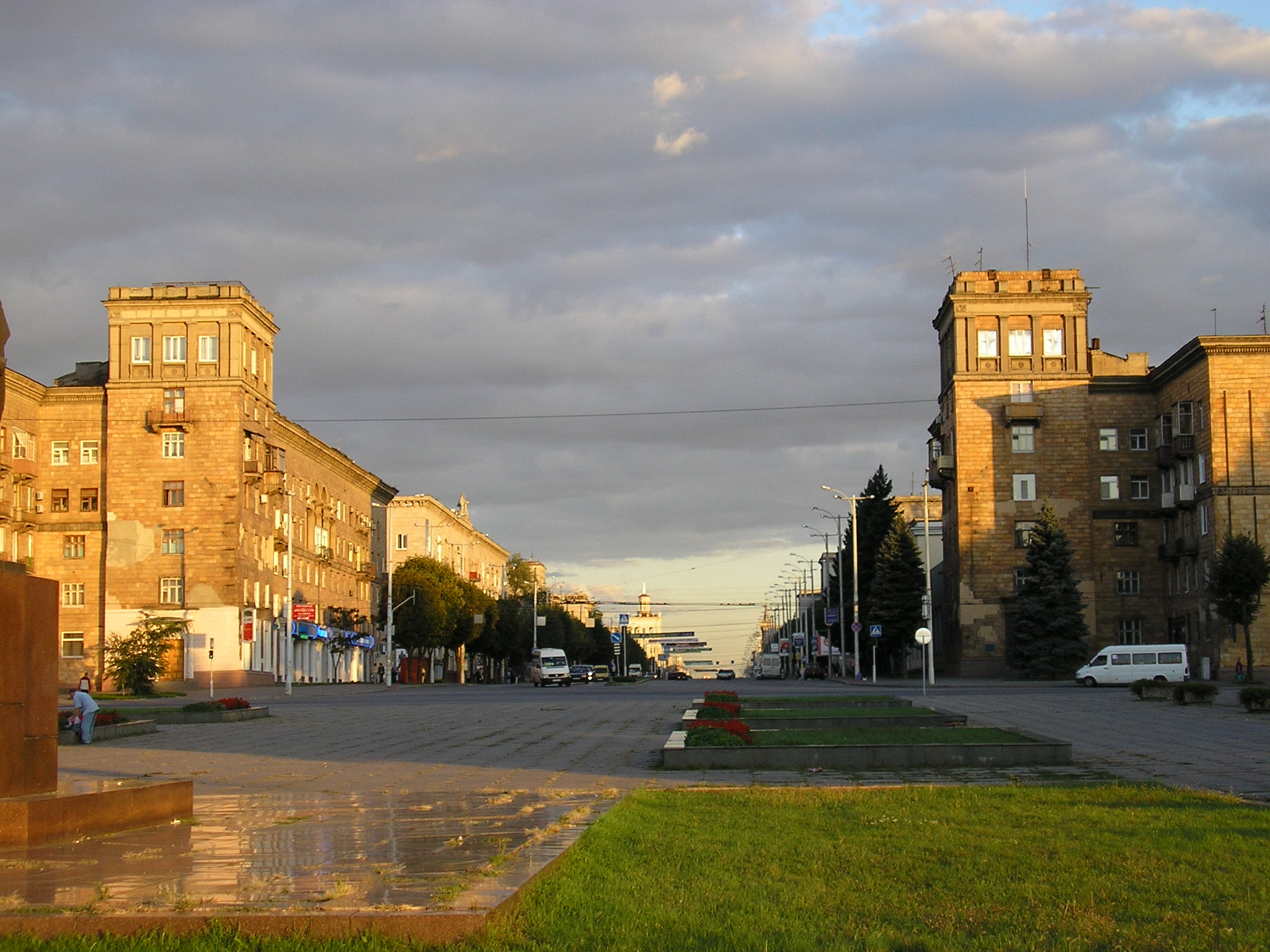
Соборный проспект
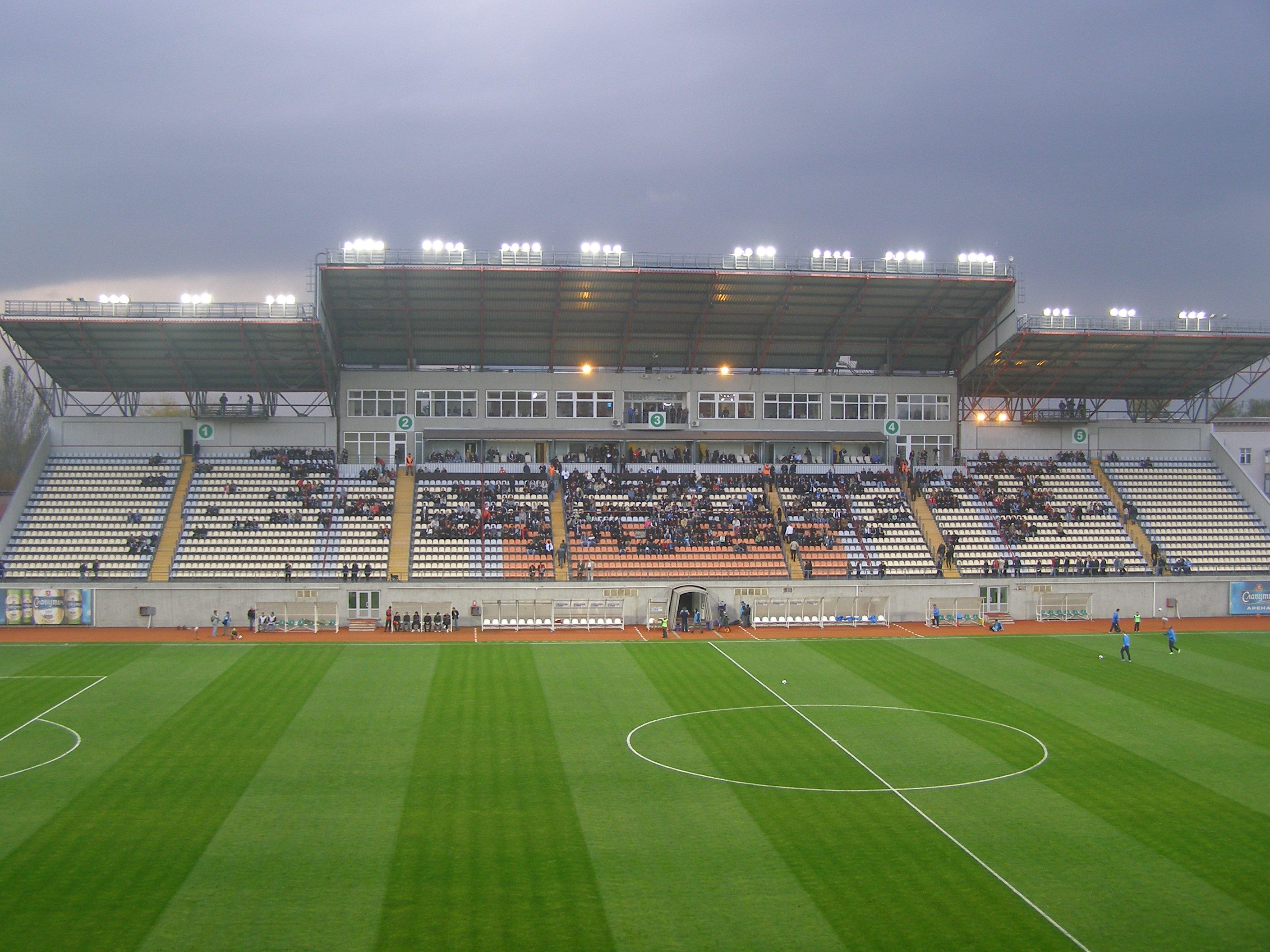
Славутич-Арена
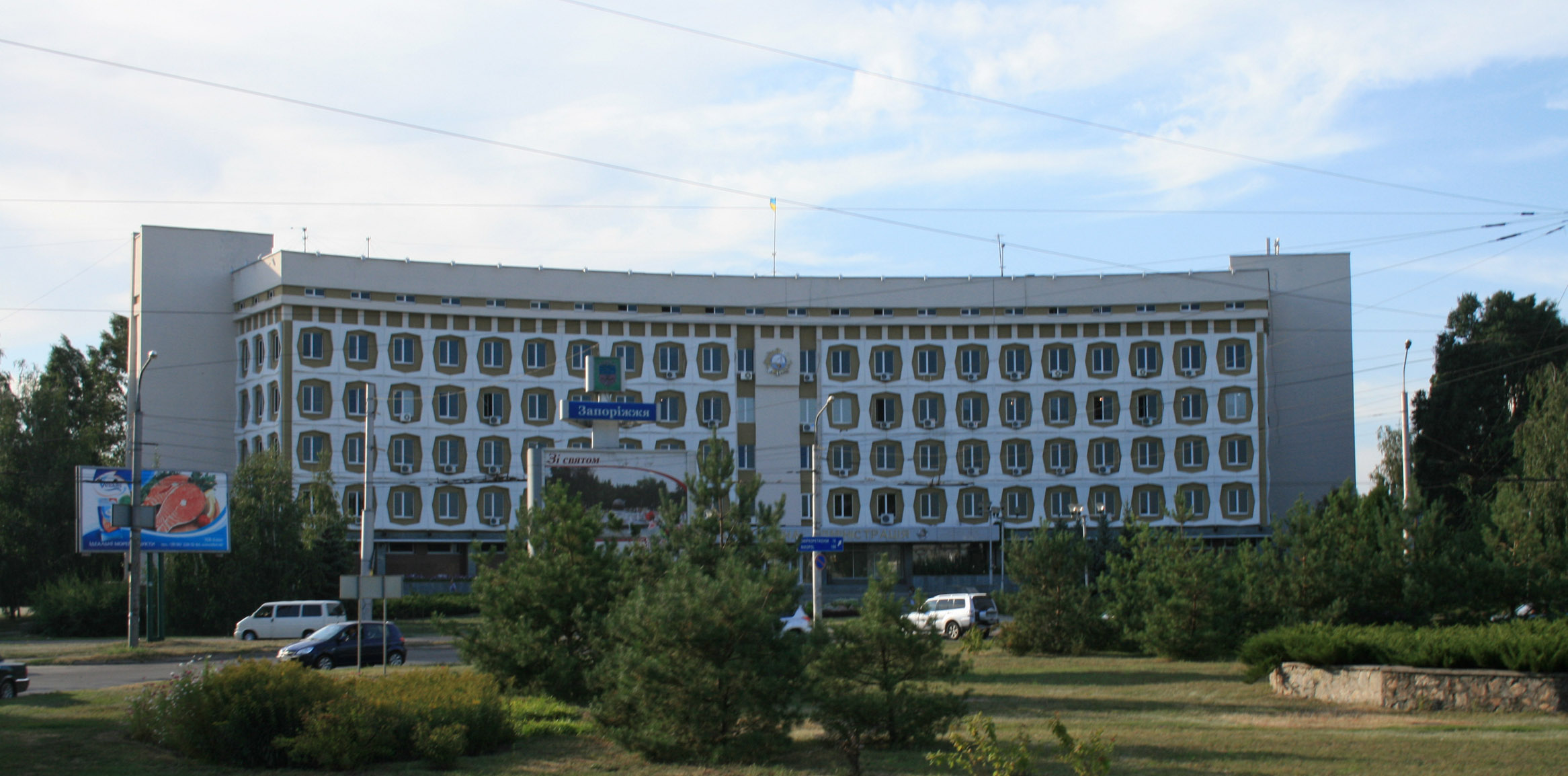
Здание районной администрации